# Los Hidalgos
Los Hidalgos es un municipio de la República Dominicana, que está situado en la provincia de Puerto Plata.

## Localización
El municipio está ubicado al suroeste de Puerto Plata cerca de la parte central de la Cordillera Septentrional. 

## Límites
Municipios limítrofes:
|                      | Norte: Luperón                 |                          |
| Oeste: Villa Isabela |                                | Este: Imbert y Guananico |
|                      | Sur: Laguna Salada y Esperanza |                          |

## Distritos municipales
Está formado por los distritos municipales de:
| Nombre       | Código   |
| ------------ | -------- |
| Los Hidalgos | 01180501 |
| Navas        | 01180502 |

## Demografía
Según el censo de 2012 tenía una población de 14.589 habitantes. En 2019 se anunció que había alrededor de 19.476 habitantes

## Historia
El municipio tiene su origen histórico en el lugar denominado por Cristóbal Colón "Pasos de Los Hidalgos" en honor a las personas que lo acompañaron en su primera expedición hacia el interior del país en marzo de 1494.
Este municipio cuenta con numerosos yacimientos arqueológicos.

## Comunicación
La principal vía de comunicación es la terrestre, pues cuenta con una carretera para comunicarse por el Sur con la autopista Duarte, por el Norte con el municipio de Villa Isabela, por el Este con la carretera Cristóbal Colón que lo comunica con el municipio de Guananico.
Puede decirse que se encuentra en conectado con el mundo digital, pues en este municipio están instaladas las compañías telefónicas CLARO y ALTICE, cuenta además con las compañías locales de internet y telecable RODRITEL Y CAVIESA.
En este municipio funciona un periódico mensual denominado “El Ranchero” que tiene su radio de acción en los municipios de Los Hidalgos, Villa Isabela, Guananico, Luperón, Imbert, Altamira y algunas informaciones de la provincia Valverde, el mismo fue fundado en enero del 2001 por Antonio Fernández Acevedo.